# Parmotrema hicksii
Parmotrema hicksii är en lavart som beskrevs av Krog & Swinscow. Parmotrema hicksii ingår i släktet Parmotrema och familjen Parmeliaceae.   Inga underarter finns listade i Catalogue of Life.